# Peebos
Peebos – wieś w Holandii, w prowincji Groningen, w gminie Grootegast. 